# بين توملينسون
بين توملينسون (بالإنجليزية: Ben Tomlinson)‏ هو لاعب كرة قدم بريطاني في مركز الهجوم، ولد في 31 أكتوبر 1989 في Dinnington, South Yorkshire ‏ في المملكة المتحدة. لعب مع غريمسبي تاون وماكليسفيلد تاون ونادي بارنت ونادي بارو ونادي ترانمير روفرز ونادي لينكولن سيتي.

## وصلات خارجية
- بين توملينسون على موقع قاعدة بيانات كرة القدم.إي يو (الإنجليزية)
- بين توملينسون على موقع Soccerbase.com (لاعب) (الإنجليزية)
- بين توملينسون على موقع Soccerway.com (الإنجليزية)